# Gręzówka (gromada)
Gręzówka – dawna gromada, czyli najmniejsza jednostka podziału terytorialnego Polskiej Rzeczypospolitej Ludowej w latach 1954–1972.
Gromady, z gromadzkimi radami narodowymi (GRN) jako organami władzy najniższego stopnia na wsi, funkcjonowały od reformy reorganizującej administrację wiejską przeprowadzonej jesienią 1954 do momentu ich zniesienia z dniem 1 stycznia 1973, tym samym wypierając organizację gminną w latach 1954–1972.
Gromadę Gręzówka z siedzibą GRN w Gręzówce utworzono – jako jedną z 8759 gromad na obszarze Polski – w powiecie łukowskim w woj. lubelskim na mocy uchwały nr 13 WRN w Lublinie z dnia 5 października 1954. W skład jednostki weszły obszary dotychczasowych gromad Gręzówka, Gręzówka kol., Klimki i Biardy ze zniesionej gminy Dąbie w tymże powiecie. Dla gromady ustalono 14 członków gromadzkiej rady narodowej.
1 stycznia 1960 do gromady Gręzówka włączono obszar zniesionej gromady Krynka (wieś Krynka) oraz leśnictwa Gręzówka, Jagodne i Dąbrówka o powierzchni 4116,70 ha ze znoszonej gromady Dąbie w tymże powiecie.
1 stycznia 1962 do gromady Gręzówka włączono wieś Ławki ze zniesionej gromady Gołaszyn w tymże powiecie.
Gromada przetrwała do końca 1972 roku, czyli do kolejnej reformy gminnej.